# Joe Start

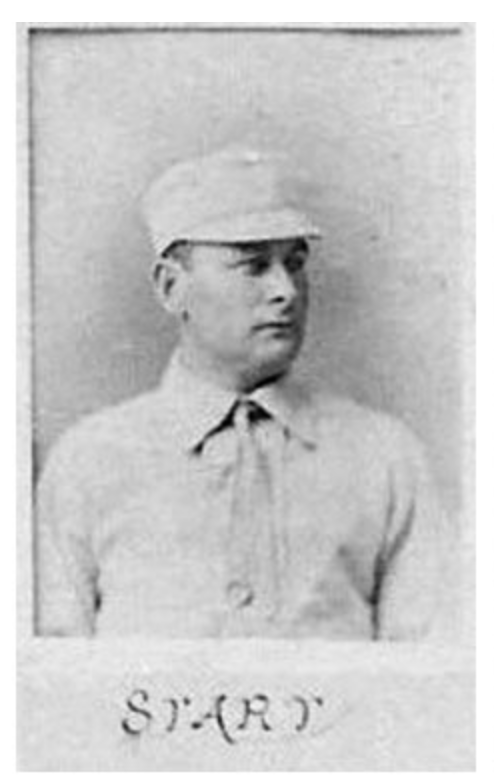
Joseph Start, primeira base da equipe de beisebol Providence Grays em 1879.

Joseph Start (14 de outubro de 1842 – 27 de março de 1927), apelidado de "Old Reliable", foi uma das primeiras grandes estrelas do beisebol em seu início e certamente o melhor primeira base de seu tempo. Começou sua carreira antes da Guerra Civil Americana e continuou a jogar profissionalmente até 1886, aos 43 anos de idade 43. Start morreu em Providence, Rhode Island aos 84 anos.